# 1976 у футболі
Нижче наведені футбольні події 1976 року у всьому світі.

## Події
- Відбувся п'ятий чемпіонат Європи, перемогу на якому здобула збірна Чехословаччини.
- Відбувся десятий кубок африканських націй, перемогу на якому здобула збірна Марокко.

## Національні чемпіони
- Англія: Ліверпуль
- Аргентина: Бока Хуніорс
- Бразилія: Інтернасьйонал
- Італія: Торіно
- Іспанія: Реал Мадрид
- Нідерланди: ПСВ
- СРСР: Динамо (Москва) (весна) / Торпедо (Москва) (осінь)
- Югославія: Партизан